# Студеница (монастырь)
Студе́ница (серб. Манастир Студеница/Manastir Studenica) — мужской монастырь Жичской епархии Сербской православной церкви, расположенный на правом берегу реки Студеницы, в 39 км от города Кралево. Один из самых больших и богатых сербских православных монастырей. Монастырь посвящён Успению Богородицы.
Внутри укреплённых стен монастыря находятся две церкви: церковь Богородицы и церковь Иоакима и Анны. Обе церкви построены с использованием белого мрамора. Главная достопримечательность монастыря — фрески византийского стиля, датируемые XIII и XIV веками. В 1986 году ЮНЕСКО внесло Студеницу в список всемирного наследия.

## История
Стефан Неманя, основоположник средневекового сербского государства, основал Студеницу как свою задужбину в 1190 году. Первая стадия строительства была завершена весной 1196 года, когда Стефан Неманя отказался от трона и поселился в монастыре. Когда позже он перебрался в Хиландар, его сын и преемник Стефан Первовенчанный принял заботу о Студенице на себя. Неманя умер в Хиландаре в 1199 году, и его третий сын, Савва, после примирения братьев Стефана Первовенчанного и Вукана, переместил мощи отца в Студеницу. Под покровительством Саввы Студеница стала политическим, культурным и духовным центром средневековой Сербии. Кроме других своих дел, Савва составил богослужебный устав Студеницы, в котором он описал жизнь своего отца.
Студеница была объектом заботы и последующих членов династии Неманичей. Король Радослав добавил к церкви притвор, а король Милутин построил небольшую церковь святых Иоакима и Анны.
С момента падения последних средневековых сербских государств в 1459 году турки часто нападали на монастырь. Первая значительная реставрация была завершена в 1569 году, когда фрески Церкви Богородицы были перекрашены. В начале XVII века землетрясение и пожар повредили монастырь. Значительная часть культурного наследия была утрачена навсегда.
Игуменом монастыря в 1960—2001 годах был архимандрит Иулиан (Кнежевич).

## Россия и Студеница
Русским царем Алексеем Михайловичем была назначена на монастырь ежегодная выплата в 35 рублей. В 1811 году обер-прокурор Святейшего Синода князь А. И. Голицын принял решение о выдаче Студенице за 1758—1811 годы 1855 рублей на основании решения Алексея Михайловича.

## Архитектура
Церковь Богородицы — однонефная, с куполом в центральной части. С восточной стороны закончена трёхгранной апсидой, в то время как притвор вытянут на запад. Также имеются вестибюли на северной и южной стороне. В 1230-х годах был добавлен большой притвор. Фасады были облицованы плитами из белого мрамора, а интерьер был выложен блоками из туфа. Снаружи церковь гармонично сочетает два стиля: романский и византийский. Это сочетание, в конечном итоге, сформировало уникальный стиль архитектуры, известный как рашский.
С северо-западной стороны от церкви Богородицы находится церковь Иоакима и Анны, известная также, как Королевская церковь, в честь своего основателя, короля Милутина. Она была возведена в 1314 году, имеет форму креста, над церковью возведён восьмиугольный купол. Построена из камня и туфа. Комплекс Студеницы включает в себя церковь Св. Николая. Эта небольшая церковь содержит внутри фрески XII или начала XIII века. Между Королевской церковью и церковью Св. Николая находится фундамент церкви, посвященной Св. Иоанну Крестителю. К западу от Церкви Богородицы расположена старая трапезная, построенная из булыжников во время Св. Савы. Наконец, на западной стороне комплекса находится колокольня, возведённая в XIII веке. Ранее внутри неё была часовня, но сейчас могут быть видны только остатки фресок.
К северу от трапезной расположены монастырские кельи XVIII века, где находится музей и выставка экспонатов Студеницы. Тем не менее частые войны и грабежи существенно уменьшили сокровищницу монастыря.